# Maarty Leunen
Maarten Arthur Leunen, detto Maarty (Vancouver, 3 settembre 1985), è un ex cestista statunitense, di ruolo ala grande.

## Carriera
Nato il 3 settembre 1985 a Vancouver, nello stato di Washington, ha iniziato la sua carriera alla Redmond High School, nell'Oregon, conquistando il titolo nazionale nel 2003.
Al termine della sua esperienza liceale, Leunen ha frequentato il college ad Oregon, chiudendo il quadriennio con 9,7 punti e 7 rimbalzi di media per gara e disputando un'ottima stagione da junior. Nel 2006-2007 l'ala statunitense ha infatti vinto con la sua università la “Pac Ten”, ha raggiunto i quarti di finale del torneo NCAA ed ha conseguito un “Honorable Mention” nella propria conference.
Nell'estate del 2007 ha inoltre partecipato con la nazionale statunitense ai Giochi Panamericani a Rio de Janeiro, terminando il torneo con 7,8 punti e 4 rimbalzi di media.
Scelto al secondo giro (54ª chiamata) nel draft 2008 dagli Houston Rockets, si trasferì in Turchia, al Darüşşafaka, per la stagione 2008-2009. Con la maglia della compagine di Istanbul, Leunen ha fatto registrare 12,1 punti e 6,2 rimbalzi di media nelle 32 partite giocate, con un high di 23 punti contro il Pınar Karşıyaka.
Nel 2009 si trasferisce a Cantù, dove chiude la prima stagione in biancoblù con 12,6 punti e 5,7 rimbalzi, contribuendo notevolmente all'ottima annata della squadra brianzola. Rimarrà a Cantù per 5 campionati consecutivi venendo sempre schierato in quintetto: l'ultima stagione in Brianza è stata la 2013-2014, chiusa a 7,4 punti e 5,3 rimbalzi di media.
Dopo un anno in Bundesliga al Ratiopharm Ulm, l'11 settembre 2015 passa alla Scandone Avellino. L'11 giugno 2016 viene ufficializzata la riconferma per la stagione seguente.
Il 30 luglio 2018, Leunen firma con la Fortitudo Bologna.
Il 21 luglio 2020 fa ritorno dopo sei anni alla Pallacanestro Cantù.

## Palmarès
- Supercoppa italiana: 1

Cantù: 2012
- Supercoppa LNP: 1

Fortitudo Bologna: 2018
- Campionato italiano dilettanti: 1

Fortitudo Bologna: 2018-19